# Coleophora icterella
Coleophora icterella é uma espécie de mariposa do gênero Coleophora pertencente à família Coleophoridae.